# Paolo Amorini
Paolo Amorini (Rio nell'Elba, 5 luglio 1937) è un ex canottiere italiano.

## Biografia
Nato nel 1937 a Rio nell'Elba (Rio), nell'isola d'Elba, in provincia di Livorno, a 23 anni ha partecipato ai Giochi olimpici di Roma 1960, nella gara di otto, tenutasi sul Lago Albano di Castel Gandolfo, insieme a Cantarello, Casalini, Pira, Prato, Prina, Simonato, Spozio e Torri, arrivando 3º in batteria con il tempo di 6'09"05, non accedendo direttamente alla finale, ma grazie alla vittoria nel recupero in 6'23"83 e terminando poi 6º in finale con il crono di 6'12"73.